# Orchestral Favorites
Orchestral Favorites ist ein Album von Frank Zappa aus dem Jahr 1979. Es enthält fünf Orchesterstücke, die am 18. und 19. September 1975 in der Royce-Hall auf dem Gelände der University of California in Los Angeles vom 37-köpfigen Abnuceals Emuukha Electric Symphony Orchestra unter der Leitung von Michael Zearott eingespielt wurden. Teilweise dirigierte Zappa auch selbst. Die Identität zusätzlich auftretender Musiker wurde bislang nicht eindeutig rekonstruiert, die offizielle Diskographie vermerkt dazu Tommy Morgan an der Mundharmonika sowie die fragliche Teilnahme des Keyboarders André Lewis. Am Schlagzeug saß Zappas damaliger Drummer Terry Bozzio. 1977 wurde das Album von Zappa gemeinsam mit drei anderen an Warner Brothers übergeben, um sich von seinen vertraglichen Verpflichtungen diesen gegenüber zu entbinden. Nach einem Rechtsstreit wurde das Album 1979 – nur wenige Wochen nach der CBS-Veröffentlichung von Sheik Yerbouti – von Warner Brothers veröffentlicht und dabei allerdings nicht sonderlich intensiv beworben.
Die komplette Besetzungsliste findet sich auf der 2019 veröffentlichten 3-fach CD "Orchestral Favorites 40th Anniversary Edition" (Quelle: zappa.com).

## Titelliste
| Nr. | Titel                  | Dauer |
| --- | ---------------------- | ----- |
| 1   | Strictly Genteel       | 7:04  |
| 2   | Pedro’s Dowry          | 7:41  |
| 3   | Naval Aviation in Art? | 1:22  |
| 4   | Duke of Prunes         | 4:20  |
| 5   | Bogus Pomp             | 13:27 |

## Albumcover
Albumcover Orchestral Favorites
 Externe Weblinks auf urheberrechtlich geschützte Inhalte.
- Vorderseite des Covers auf zappa.com

Das Cover wurde von Gary Panter gestaltet und war von Zappa, der Warner nur die Masterbänder für das Album zur Verfügung gestellt hatte, nicht autorisiert. Spätere, von Zappa selbst vorgenommene Wiederveröffentlichungen behielten das Cover jedoch bei.

## Rezeption
Das Album erreichte in den Billboard 200 Charts Platz 168.